# R- en S-zinnen
Op verpakkingen van alle gevaarlijke stoffen dienden tot 1 december 2010 R- en S-zinnen voor te komen, zowel bij verpakkingen voor groot- als voor kleinverbruikers. De letter R staat voor risk (intrinsiek gevaar), terwijl de letter S voor safety (veiligheid) staat. Naast de R- en S-zinnen bestaan er ook A-zinnen. De R- en S-zinnen zijn in 2010 vervangen door de H- en P-zinnen en mogen dus niet meer gebruikt worden.
De R-zinnen duidden aan welke eigenschappen van deze stof intrinsiek gevaar opleveren en waarvoor men zich moet hoeden (waarschuwingszinnen). De S-zinnen bevatten de eruit voortvloeiende veiligheidsaanbevelingen, gedragingen of werkwijzen die de kans op lichamelijke of materiële schade minimaliseren.
De R- en S-zinnen correspondeerden met punt 15 van de veiligheidsinformatiebladen. De nummers van de R- en S-zinnen waren voor iedere taal gelijk. Aan de hand van de nummers konden de Nederlandse zinnen gevonden worden.
De R- en S-zinnen waren onderhevig aan redactionele wijzigingen die de stand van het onderzoek weerspiegelen.

## Risico- en veiligheidsaanduidingen op etiketten
Voor etikettering van stoffen die op de werkplek worden gebruikt verwijst de Arbowet naar het 'Besluit verpakking en aanduiding milieugevaarlijke stoffen en preparaten', die is gebaseerd op de Wet milieubeheer. Op de etiketten van een stof dienden de bijbehorende symbolen en R- en S-zinnen te zijn aangebracht. Deze verplichting gold ook bij overheveling naar kleinere verpakkingen.
Als de werkgever, die de stoffen gebruikte (of liet gebruiken), naliet om de juiste R- en S-zinnen aan te geven op de etiketten, kon hij aansprakelijk worden gesteld voor de schade die voortvloeide uit het gebruik van deze stoffen.

## Invoering van GHS
Bij de invoering van het Globally Harmonised System of Classification and Labelling of Chemicals  (GHS) in de Europese Unie wordt een nieuw systeem van indeling en etikettering van gevaarlijke stoffen gehanteerd. De R- en S-zinnen worden vervangen door H-zinnen of gevarenaanduidingen (de H van hazard) en P-zinnen of voorzorgsmaatregelen (de P van precaution). Voor zuivere stoffen zijn de nieuwe aanduidingen op de etiketten sedert 1 december 2010 verplicht; voor mengsels sedert 1 juni 2015.

## Lijsten
- Lijst van R-zinnen
- Lijst van S-zinnen